# Сулайхиды
Сулайхиды (араб. بنو صليح‎; Бану Сулайх) — династия исмаилитских правителей Йемена, основанная в 1047 году Али ибн Мухаммадом ас-Сулайхи, и правившая до 1138 года. В период своего могущества династия управляла большей частью исторического Йемена. Режим Сулайхидов в вассальном государстве Йемен правил в пользу Каира — столицы халифата Фатимидов.  Династия Сулайхидов во времена всего своего правления были постоянными врагами зейдитских правителей Йемена, придерживавшихся шиитского направления ислама.

## Восхождение Сулайхидов
Первые миссионеры Фатимидов появились в Йемене в 881 году. В начале X века их вера распространилась среди племен горных районов. Ставленник Фатимидов Али ибн аль-Фадль к 905 году успел покорить Сану и центральную горную местность. Тем не менее его режим был свергнут местной (коренной) династией Яафу в 916 году,  после чего Али ибн аль-Фадль был убит.
Несмотря на эту неудачу, миссии Фатимидов продолжались. Даи Фатимидов в Йемене Сулейман аз-Завахи подружился с молодым человеком Али ибн Мухаммад ас-Сулайхи (ум. 1067 или, возможно, 1081) из горного региона Хараз к юго-западу от Сана. Али был сыном уважаемого суннитского старосты, но тем не менее восприимчив к доктринам и указам Фатимидов. В 1046 году Али, в конечном счете, превращается в символ веры исмаилитов и назначен халифом да’ва (распространитель веры). В 1047 он собрал вооруженную силу для защиты региона Хараз и, таким образом, основал династию Сулайхидов (1047—1138). В последующие годы его правления удалось покорить весь Йемен. Правитель Наджахидов на Тихамской низменности был отравлен в 1060 году, и его столица Забид была захвачена Сулайхидами. Али даже удалось распространить своё влияние в Мекку в Хиджазе. В 1063 году он назначал Хашимитских шерифов для управления в Мекке и они фактически правили там до 1920 года. Али также контролировал Сану с 1063 года, после чего довёл войну против Зайдитов до успешного завершения. Сана становится столицей его царства. Мааниды Адена потерпели от него поражение в 1062 году и были вынуждены платить дань. Али ибн Мухаммад ас-Сулайхи назначил правителей региона Тихама — в аль-Джанад (около Таиза) и в ат-Таакар (англ. at-Ta'kar) (около Ибба).

## Аль-Мукарам Ахмед
Али ибн Мухаммад ас-Сулайхи был убит родственниками Наджахидов, которых он ранее победил. Дата его смерти даётся по-разному — 1067 или 1081 год. На престол взошел его сын - аль-Мукарам Ахмед (al-Mukarram Ahmad). Начало его правления не задокументировано достаточно досконально, но контролируемая Сулайхидами территория при нём сильно уменьшилась, возможно до территории Саны. Через несколько лет аль-Мукарам Ахмед смог спасти свою мать Асма бинт Шихаб, которая была захвачена Наджахидами, и войска Сулайхидов восстановили контроль над большей территорией. Он не мог, конечно, защитить свою власть в Тихама от Наджахидов, но тем не менее Сулайхиды оставались самым мощным режимом в Йемене. В Адене Зурайиды (англ. Zurayids), другая династия исмаилитов, пришли к власти в 1083 году, вначале как платящая дань Сулайхидам. Правление аль-Мукарам Ахмед закончилось в 1086 году, когда он передал власть своей жене Арве. Возможно, он оказывал некоторое влияние на нее в течение ближайших нескольких лет. Аль-Мукарам Ахмед умер в крепости Ashyah в 1091 году.

## Период королевы Арва

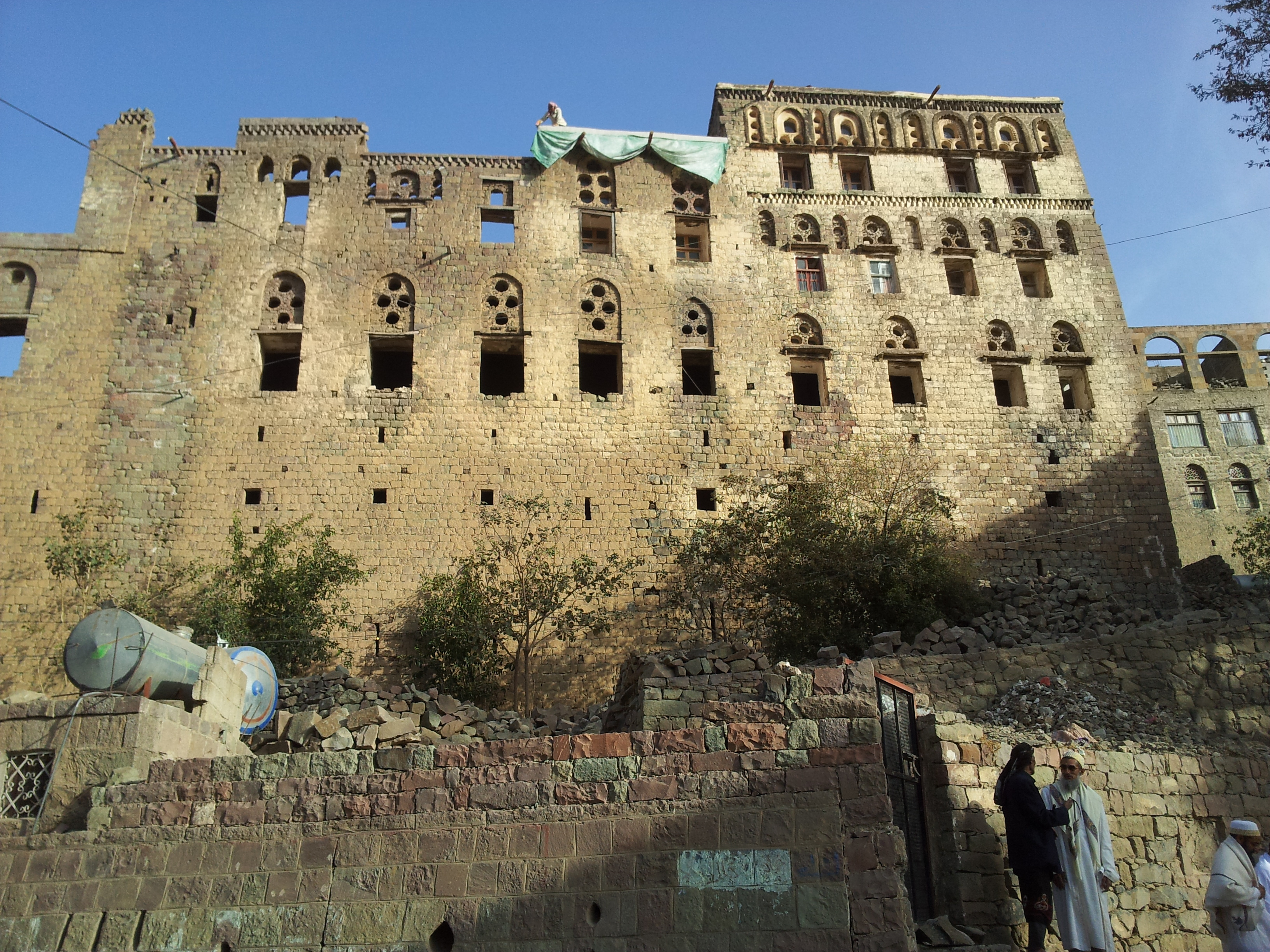
Дворец королевы Арва в Джибле - столице Сулайхидов

Арва ас-Сулайхи или Арва бинт Ахмад (правление 1086—1138) родила аль-Мукаррам Ахмаду четверых детей, но ни один из них не принял активное участие в политике. Новая королева была признана Фатимидами из Египта в качестве сюзерена над различным йеменскими царями. В 1087 году она назначила своей столицей Джиблу, а не Сану. Королева Арва была известна как выдающийся правитель и признана одной из самых известных властителей исламского мира. Она управляла с помощью череды сильных приспешников.
Первым был Сабаа бин Ахмед (англ. Saba' bin Ahmad), дальний родственник Сулайхидов, который формально женился на королеве Арва. Однако, брак вероятно не был консумирован. Сабаа бин Ахмед решительно боролся против Наджахидов в низине (lowland) и умер в 1098 году. После его кончины Сана была потеряна для Сулайхидов.
Вторым был аль-Муфаддал ибн Абиил-Баракат (англ. al-Mufaddal bin Abi'l-Barakat) (умер в 1111 г.), который управлял из at-Ta’kar, массивной горной крепости к югу от столицы Джиблы, и был также активен в боевых действиях против Наджахидов.
Третьим был ибн Наджиб ад-Давла (англ. Ibn Najib ad-Dawla), который прибыл в Йемен из Египта в 1119 году, будучи посланным в Йемен халифом Фатимидов.

## Правители
- Али ибн Мухаммад ас-Сулайхи (1047—1067 или 1081)
- аль-Мукаррам Ахмад (1067 или 1081—1086)
- Арва бинт Ахмад (1086—1138)